# Fiat 500 Giannini
Dès sa création en 1963, le petit constructeur romain Giannini commence la fabrication de modèles élaborés sur la base de la Fiat 500 (1957) et devient ainsi le principal concurrent du préparateur Abarth pour la personnalisation de la petite Fiat.
Le premier modèle présenté sera Fiat Giannini 500 TV où TV veut dire Turismo Veloce. Viendront ensuite de nombreux modèles routiers et de course.
Comme son concurrent Abarth, Giannini diffusera des kits de transformation pour la Fiat 500 de base.
La Giannini 590 GT est lancée en 1964. Il s'agissait pour Giannini de rivaliser avec le grand adversaire : Abarth qui produisait depuis 1963 en série la 595 avec son moteur de 27 ch. A Turin, Abarth décline la 595 en plusieurs versions : la "595SS", "595SS Assetto Corsa". À Rome, Giannini fait passer le moteur de la Fiat 500 à 586 cm3 et développe 31 ch au début. 
La 590 GT dispose d'une culasse retravaillée, tous les conduits sont agrandis et polis, la course est de 70 mm et l'alésage de 73 mm, l'arbre moteur est retravaillé et équilibré, enfin la distribution est allégée. 
En option, on trouve des jantes ajourées, l'éventail de monogrammes et insignes, des compteurs sport, des rapports de boîtes courts et même des freins à disque à l'avant.
La même année, GIANNINI ajoute à cette version une 590GTS dont le travail sur le moteur est plus élaboré. De même, les options sont plus étendues et ont plus une vocation sportive. La voiture développe maintenant 35 ch et atteint les 130 km/h. 
En 1973, la 590GT prend la base de la Fiat 500R. Pour la compétition, Giannini sort une 590GT Vallelunga en 1969.

## Modèles produits
Grand public :
- Giannini 500 TV (1963)
- Giannini 590 GT (1964)
- Giannini 700/4C (1966)
- Giannini 500 Électrique (1967)
- Giannini 650 NP
- Giannini 350 EC (1974)

Course :
- Giannini 500 Montecarlo (1967)
- Giannini 590 Vallelunga (1969)
- Giannini 650 Modena (1971)